# Paragus paulyi
Paragus paulyi är en tvåvingeart som beskrevs av Kassebeer 2000. Paragus paulyi ingår i släktet stäppblomflugor, och familjen blomflugor. Inga underarter finns listade i Catalogue of Life.